# Johannes Sprogøe Fletting
Johannes Sprogøe Fletting (født 14. marts 1994 i København) er en dansk filmfotograf. Han er søn af skuespillerparret Henning Sprogøe og Anne Fletting.

## Karriere
I sin skoletid tilbragte Johannes Sprogøe Fletting et år i Bremen som udvekslingsstudent. Efter at have afsluttet gymnasiet i 2012 uddannede han sig til fotograf. Herefter fik han arbejde hos Nordisk Film som produktionsassistent og rekvisitør.
Siden 2014 har Johannes primært arbejdet som kameramand på adskillige film- og tv-produktioner. Han har blandt andet været med til at producere filmene Team Hurricane (2017), Usynligt hjerte (2019), Lille sommerfugl (2020), Buster (2021), Jomfruer fra rummet (2023) og Mørkeland (2024).

## Privatliv
Johannes Sprogøe Fletting er barnebarn af Ove Sprogøe. Hans storebror, Mathias Sprogøe Fletting (født 1988) arbejder som skuespiller.